# 의현 (신라)
의현(義玄, ?~?)은 신라의 승려이다.

## 생애
돌아가신 어머니를 위해 617년(신라 진평왕 11년)부터 638년(신라 선덕여왕 7년)까지 무려 21년 동안 팔공산 갓바위를 만들었으며, 이때 밤마다 큰 학 두 마리가 날아와 그를 지켜주었다는 전설이 있다.
신라의 유명한 승려인 원광의 제자이다.